# مختار بلمختار
مختار بلمختار (به انگلیسی: Mokhtar Belmokhtar) با کنیه خالد ابوالعباس رهبر گروه مرابطون سازمان اسلام‌گرا جهادی متحد شبکه القاعده در شمال آفریقا بود. وی به فعالیت‌های تروریستی، آدم‌ربایی، قاچاق و خریدوفروش اسلحه متهم بود. او در سال ۲۰۱۶ در لیبی کشته شد.
مختار در سال ۱۹۹۱ برای جنگ با شوروی به افغانستان رفت و در آنجا چشم چپ خود را از دست داد. سپس به کشورش بازگشت و همراه با گروه‌های اسلام‌گرا در جنگ داخلی الجزایر شرکت داشت و بعداً وارد شبکه القاعده شد و از فرماندهان سازمان القاعده در مغرب اسلامی بود که در مالی استقرار داشت. او در سال ۲۰۱۲ گروه جدیدی را به نام «جماعت نقابداران» تشکیل داد که در ژانویه ۲۰۱۳ با حمله به یک مرکز گاز در الجزایر بیش از ۸۰۰ نفر را گروگان گرفتند. آنها تا قبل از حمله نیروهای امنیتی الجزایر برای بازپس‌گیری این مرکز ۳۹ گروگان را کشتند.
مختار بلمختار در سال ۲۰۱۳ گروه خود را با جماعت توحید و جهاد در غرب آفریقا ادغام کرد و سازمان مرابطون را تشکیل داد. این گروه در سال ۲۰۱۵ اعلام کرد که مختار بلمختار را به رهبری خود برگزیده است و ضمن تبری جستن از دولت اسلامی (داعش) بر بیعت خود با القاعده تأکید کرد.